# Rybitví
Rybitví è un comune della Repubblica Ceca facente parte del distretto di Pardubice, nella regione omonima.

## Storia

### Simboli
Nel 1996 il consiglio comunale ha approvato il progetto dello stemma e del gonfalone comunale creato dall'araldista Stanislav Valášek di Heřmanův Městec. Successivamente il comune ha fatto richiesta di concessione alla sottocommissione per l'araldica del parlamento della Repubblica ceca che ne ha autorizzato l'utilizzo il 7 maggio 1996.
Lo stemma è uno scudo troncato d'oro e di azzurro: nella parte superiore è raffigurato un tipo di aratro (ruchadlo)  nero con il vomere d'argento, che ricorda il rivoluzionario modello inventato nel 1827 dai cugini Václav (1799–1849) e František Veverka (1796–1849) usato per la prima volta a Rybitví e il cui principio è ancora utilizzato nell'agricoltura di tutto il mondo. Il colore giallo ricorda il terreno fertile della pianura. Nella metà inferiore tre carpe d'argento, quella inferiore natante verso destra, rappresentano tre villaggi di Rybitví, Lhota Blatníkovská e Blatník. Il colore blu simboleggia il fiume Elba.